# Соединение пяти тетраэдров
Соединение пяти тетраэдров — 12-я звёздчатая форма икосаэдра. Не является зеркально-симметричным и имеет левую и правую формы.

## Какзвёздчатая форма
Эта звезда двойственна сама себе, но при проведении процесса создания двойственного многогранника получается её отражение. Отсеки представлены ниже:

## Обоснование хиральности
Проведём оси симметрии центральной грани икосаэдра. Оси симметрии грани этого соединения не совпадают с осями симметрии центральной грани, следовательно, соединение из пяти тетраэдров хирально.